# イスズミ科
イスズミ科（学名：Kyphosidae）は、スズキ目スズキ亜目に所属する魚類の分類群の一つ。メジナ・イスズミ・タカベ・カゴカキダイなど、沿岸性の底生魚を中心に5亜科16属45種が記載される。

## 分布・生態
イスズミ科の魚類はすべて海水魚で、大西洋・インド洋・太平洋など、世界中の温暖な海に幅広く分布する。ほとんどの仲間はサンゴ礁や岩礁域など沿岸の浅い海で生活し、大きな群れを形成し活発に遊泳する。メジナ・イスズミのように漁獲対象になる食用種も多く、釣魚や観賞魚として利用されるものもある。
メジナ亜科・イスズミ亜科に所属する仲間は1種（Graus nigra）を除き草食性で、他のグループは肉食性である。両亜科は顎に門歯状の歯を備え、海草や藻類の摂食に適応している。オーストラリアに分布する2種は腸内に細菌を共生させており、藻類の発酵に利用しているとみられている。

## 形態

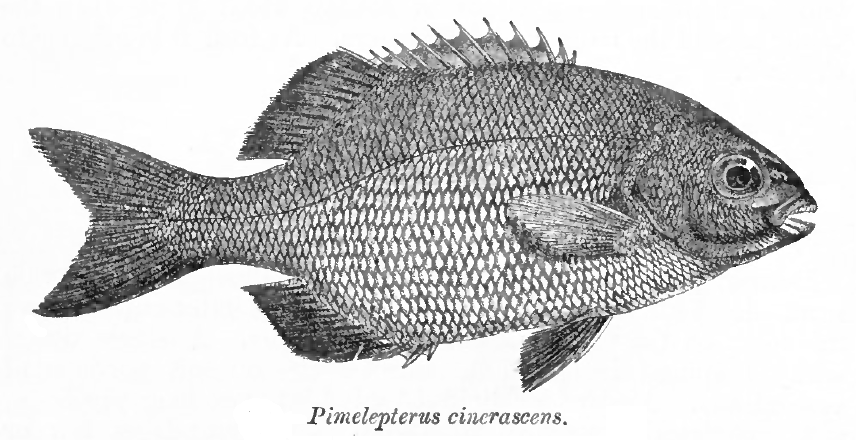
テンジクイサキ Kyphosus cinerascens （イスズミ亜科）。本科魚類はいわゆる鯛型の体型をもつ

イスズミ科の仲間は左右に平たく側扁した体つきをしており、体高は高い。体長は数十センチメートルほどの種類が多く、最大種では1メートル近くに達する。
背鰭は9 - 16本の棘条と11 - 28本の軟条で構成され、臀鰭は3棘10 - 28軟条。椎骨は一般に24 - 28個で、メジナ亜科の1種（Graus nigra）のみ34個。

## 分類
イスズミ科はメジナ亜科・イスズミ亜科・タカベ亜科・カゴカキダイ亜科および Parascorpidinae 亜科の5亜科で構成されるが、全体の単系統性は不確実であり、これらの亜科はそれぞれ独立の科として分類されることも多い。メジナ亜科・イスズミ亜科・タカベ亜科の3群が単系統群を構成するとの見解もある一方で、ユゴイ属（ユゴイ科）・イシダイ属（イシダイ科）など他のスズキ亜目のグループとの関連を指摘する報告もあり、本科の位置付けはなお途上にある。
イスズミ科にはNelson（2006）の体系において5亜科16属45種が認められている。本稿では、FishBaseに記載される51種についてリストする。

### メジナ亜科

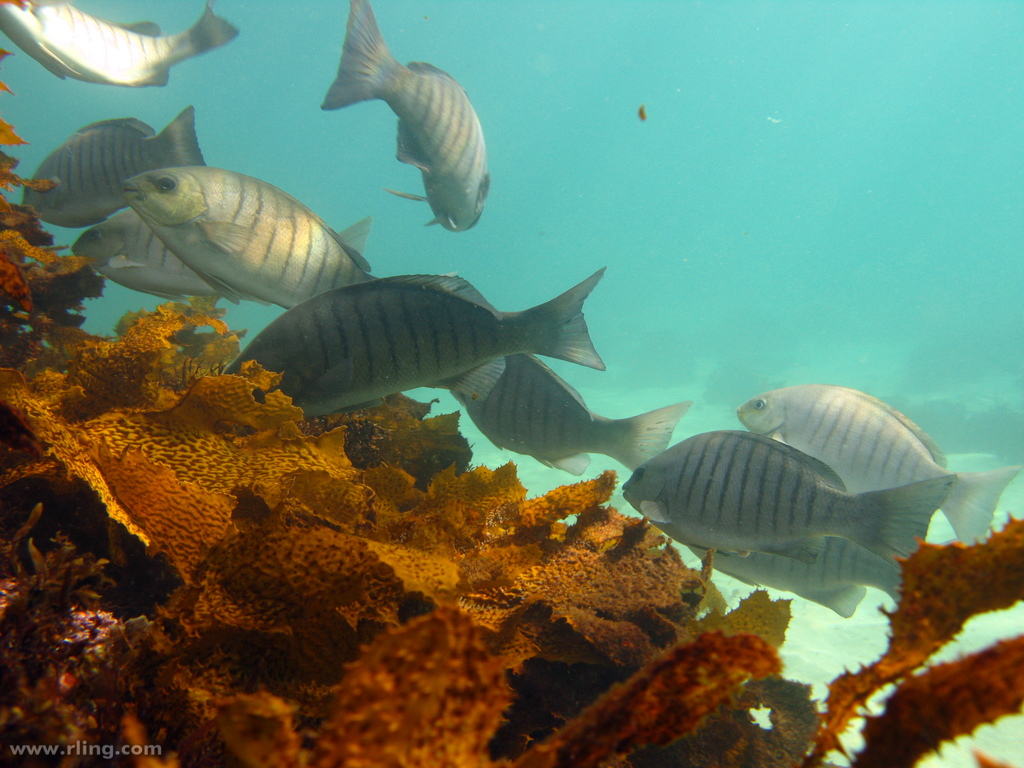
メジナ属の1種 Girella tricuspidata （メジナ亜科）。オーストラリア・ニュージーランドの近海に分布する食用種で、河口の汽水域にも進出する

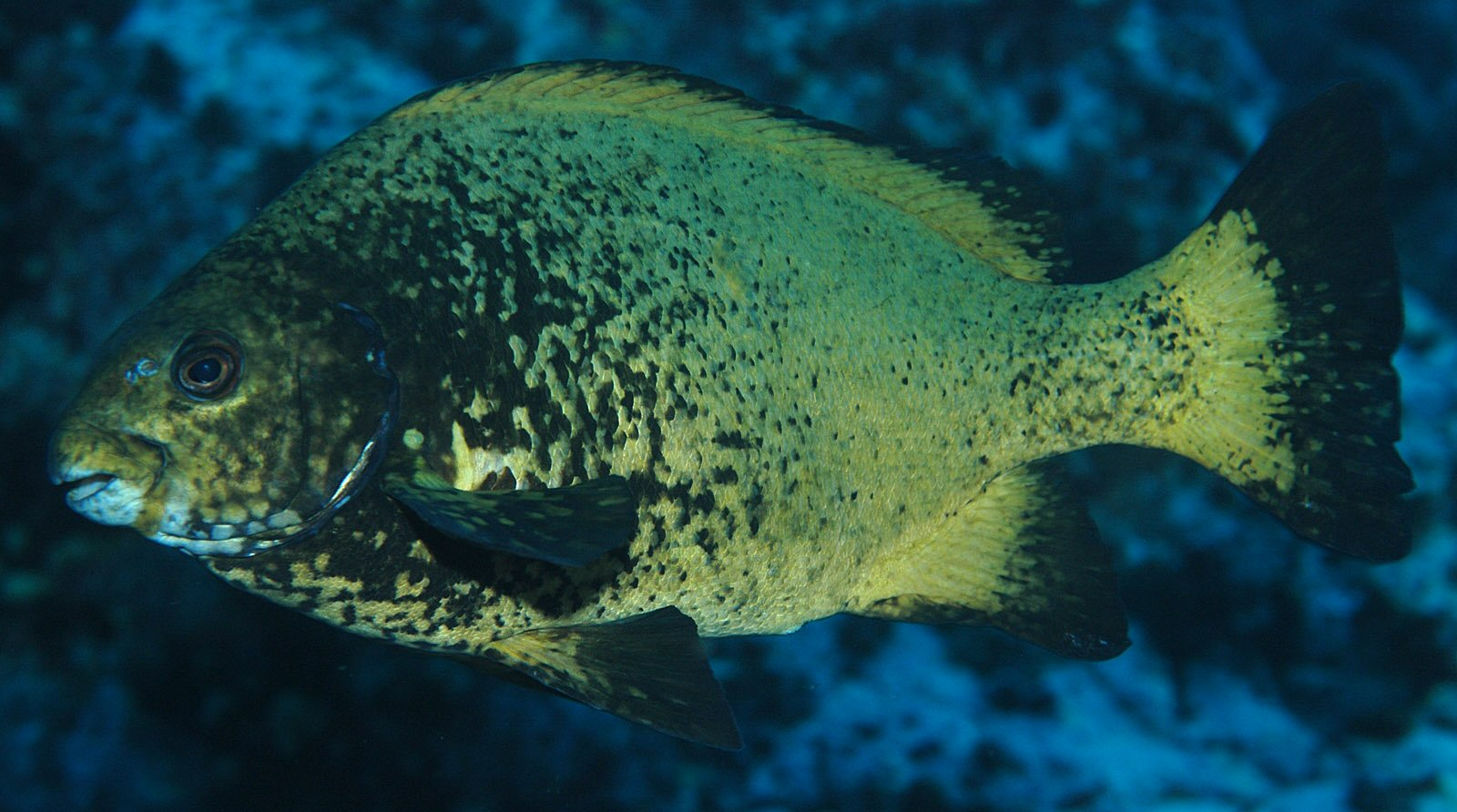
メジナ属の1種 Girella fimbriata （メジナ亜科）。本種はケルマディック諸島の周辺のみから知られる

メジナ亜科 Girellinae は2属（あるいは3属）17種で構成される。ほとんどの種類は太平洋に産し、大西洋に分布する仲間は Girella stuebeli および G. zonata などごく少ない。門歯状の歯をもち、主上顎骨は眼下骨の下に埋もれる。
- メジナ属 Girella
  - オキナメジナ Girella mezina
  - クロメジナ Girella leonina （G. melanichthys）
  - メジナ Girella punctata
  - Girella albostriata
  - Girella cyanea  (Blue drummer)
  - Girella elevata
  - Girella feliciana
  - Girella fimbriata (Caramel drummer)
  - Girella freminvillii
  - Girella nebulosa
  - Girella nigricans
  - Girella simplicidens
  - Girella stuebeli
  - Girella tephraeops
  - Girella tricuspidata  (Parore) (Luderick) (Black Fish)
  - Girella zebra
  - Girella zonata
- Doydixodon 属
  - Doydixodon laevifrons
- Graus 属
  - Graus nigra

### イスズミ亜科

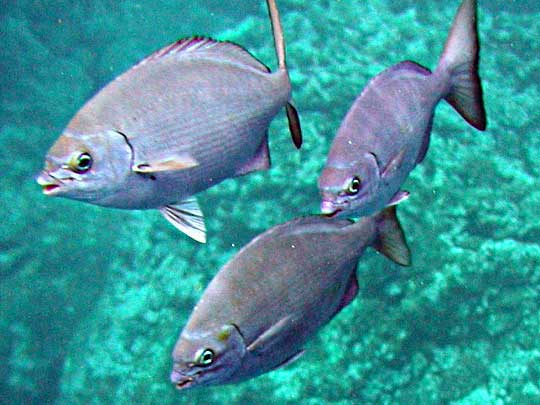
イスズミ Kyphosus vaigiensis （イスズミ亜科）。食性は季節によって変化し、夏は小型底生生物、冬は藻類を摂食する。日本で食用とされるほか、釣魚としても人気のある種類

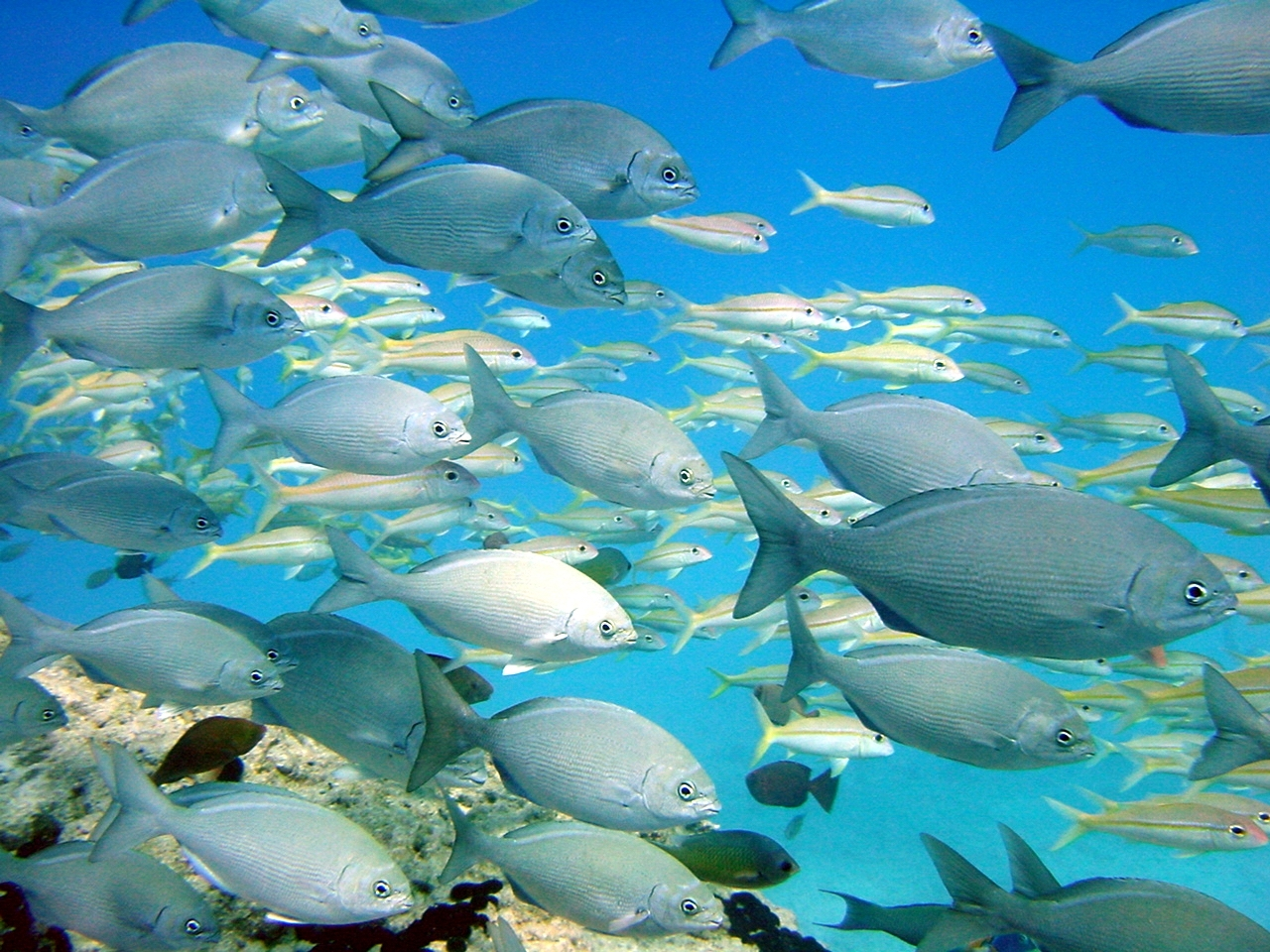
ノトイスズミ Kyphosus bigibbus （イスズミ亜科）。かつてはイスズミと同種とされていた

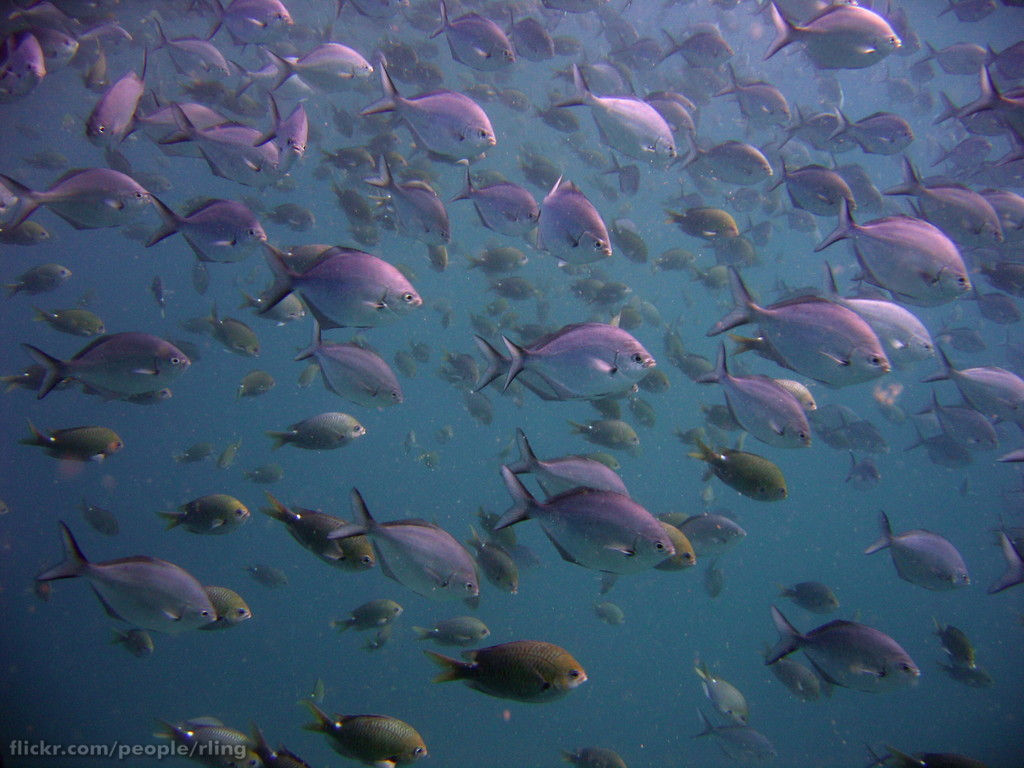
Scorpis lineolata （タカベ亜科）。本科魚類の多くは群れを作る習性がある

イスズミ亜科 Kyphosinae は少なくとも4属13種を含み、三大洋に広く分布する。門歯状の歯をもち、主上顎骨は露出する。
- イスズミ属 Kyphosus
  - イスズミ Kyphosus vaigiensis (Quoy & Gaimard, 1825) (Brassy chub)
  - テンジクイサキ Kyphosus cinerascens (Forsskål, 1775) (Blue sea chub)
  - ノトイスズミ Kyphosus bigibbus Lacépède, 1801 (Brown chub)
  - ミナミイスズミ Kyphosus pacificus K. Sakai & Nakabo, 2004 (Pacific drummer)
  - Kyphosus analogus (T. N. Gill, 1862) (Blue-bronze sea chub)
  - Kyphosus cornelii (Whitley, 1944) (Western buffalo bream)
  - Kyphosus elegans (W. K. H. Peters, 1869) (Cortez sea chub)
  - Kyphosus hawaiiensis K. Sakai & Nakabo, 2004 (Hawaiian chub)
  - Kyphosus incisor (G. Cuvier, 1831) (Yellow sea chub)
  - Kyphosus lutescens (D. S. Jordan & C. H. Gilbert, 1882) (Revillagigedo sea chub)
  - Kyphosus saltatrix
  - Kyphosus sydneyanus (Günther, 1886) (Silver drummer)
  - Kyphosus atlanticus K. Sakai & Nakabo, 2014[5]
  - Kyphosus gladius Knudsen & Clements, 2013 (Gladius sea chub)
  - Kyphosus sandwicensis (Sauvage, 1880) (Pacific chub)
  - Kyphosus sectatrix (Linnaeus, 1758) (Bermuda sea chub)
- コシナガイスズミ属 Sectator
  - コシナガイスズミ Sectator ocyurus
  - Sectator azureus
- Hermosilla 属
  - Hermoslla azurea
- Neoscorpis 属
  - Neoscorpis lithophilus

### タカベ亜科
タカベ亜科 Scorpidinae には少なくとも4属7種が記載され、インド太平洋を中心に分布する。門歯状の歯をもたず、腹鰭は胸鰭の後方に位置する。神経系の構造にイボダイ亜目と共通する特徴がみられるなど、位置付けに異論の多いグループである。
- タカベ属 Labracoglossa 英: halfmoon 英: knifefishe 英: sweep
  - タカベ Labracoglossa argenteiventris
  - Labracoglossa nitida 英: Blue knifefish
- Bathystethus 属
  - Bathystethus cultratus
  - Bathystethus orientale
- Medialuna 属
  - Medialuna ancietae
  - Medialuna californiensis
- Scorpis 属
  - Scorpis aequipinnis
  - Scorpis chilensis
  - Scorpis georgiana
  - Scorpis lineolata
  - Scorpis violacea

### カゴカキダイ亜科

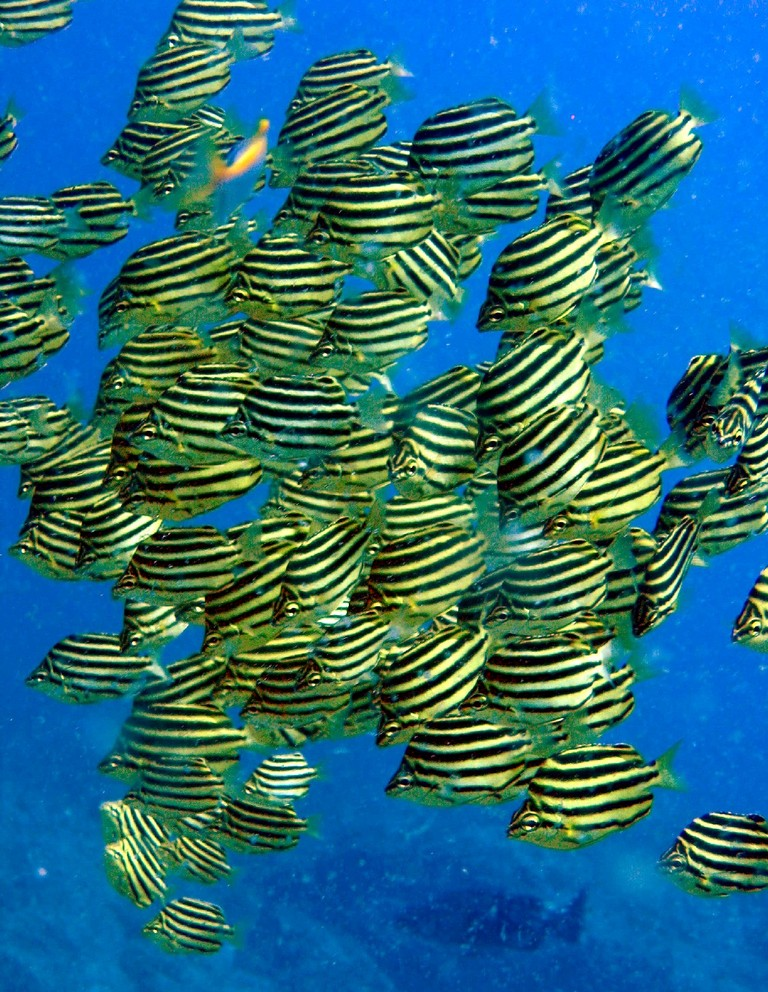
カゴカキダイ Microcanthus strigatus （カゴカキダイ亜科）。本州太平洋岸の岩礁域に生息する普通種。人によく慣れ、観賞魚・食用魚として利用される

カゴカキダイ亜科 Microcanthinae は5属7種（あるいは4属5種）を含む。チョウチョウウオ科の仲間と類似するが、トリクティス幼生期を経ずに成長するなどの違いがある。
- カゴカキダイ属 Microcanthus
  - カゴカキダイ Microcanthus strigatus
- Atypichthys 属
  - Atypichthys latus
  - Atypichthys strigatus
- Neatypus 属
  - Neatypus obliquus
- Tilodon 属
  - Tilodon sexfasciatum

### Parascorpidinae 亜科
Parascorpidinae 亜科は1属1種で、Parascorpis typus のみが所属する。南アフリカの沿岸に生息し、最大で60cm程度に成長する中型種である。口が大きく、上顎を突き出すことはできないが、下顎を前方に突出できる。腹鰭は胸鰭の後方に位置する。
- Parascorpis 属
  - Parascorpis typus